# Prionocera woodorum
Prionocera woodorum är en tvåvingeart som beskrevs av Irwin Murray Brodo 1987. Prionocera woodorum ingår i släktet Prionocera och familjen storharkrankar. Arten är reproducerande i Sverige. Inga underarter finns listade i Catalogue of Life.